# 2005 au Yukon
Chronologie du Yukon
- 2001
- 2002
- 2003
- 2004
- 2005
- 2006
- 2007
- 2008
- 2009

Cette page concerne des événements d'actualité qui se sont produits durant l'année 2005 dans le territoire canadien du Yukon.

## Politique
- Premier ministre : Dennis Fentie (Parti du Yukon)
- Chef de l'Opposition officielle : Todd Hardy (NPD)
- Commissaire : Jack Cable (en) (jusqu'au 1er décembre) puis Geraldine Van Bibber
- Législature : 31e

## Événements
- Le Centre de la Francophonie devient le seul organisme accueillant et aidant les nouveaux arrivants des francophones dans ce territoire[1].
- Jean-Marc Perreault devient le président de l'Association franco-yukonnaise[2].
- Mise sur pied de la Fondation Boréale, dont le but est de financer des projets éducatifs chez les franco-yukonnais[1].
- Juin : Un agent immobilier et un assistant de l'ancien gouvernement John Ostashek du Parti du Yukon Arthur Mitchell remporte l'élection à la direction du Parti libéral qui défait l'ancienne première ministre et députée de Porter Creek Sud Pat Duncan avec 357 votes que 303 de celle-ci.
- Septembre : Malgré des accusations criminelle pour avoir agressé deux adolescentes dans les années 1970, Haakon Arntzen (en) quitte ses fonctions du député de Copperbelt et il sera toutefois condamné en prison.
- 21 novembre : Le chef du Parti libéral Arthur Mitchell remporte l'élection partielle de Copperbelt.
- 28 novembre : Le député de Klondike Peter Jenkins (en) quitte le cabinet du gouvernement Fentie et le Parti du Yukon après une dispute du premier ministre à propos des prêts payés.